# Gökçe, Kızıltepe
Gökçe là một thị trấn thuộc huyện Kızıltepe, tỉnh Mardin, Thổ Nhĩ Kỳ. Dân số thời điểm năm 2010 là 7.172 người.